# 新開町 (名古屋市)
新開町（しんかいちょう）は、愛知県名古屋市瑞穂区の地名。丁目は設定されていない。住居表示実施地域。

## 地理
名古屋市瑞穂区西端部に位置する。東は堀田通、西は熱田区、南は熱田東町・桃園町・塩入町、北は牛巻町に接する。

## 歴史
江戸期まで東部が愛知郡大喜村の一部、西部が熱田神宮領の一部であった地域にあたる。

### 町名の由来
熱田東町の小字名「大新開」による。字名は、新しく開拓された土地であることによる。

### 行政区画の変遷
- 1945年（昭和20年）9月26日 - 瑞穂区瑞穂町（字牛巻・カシ揚・堀田）および熱田東町（字大新開・東起・文斉）の各一部により、同区新開町1〜2丁目として成立[1]。
- 1970年（昭和45年）10月21日 - 瑞穂区新開町1〜2丁目・熱田東町（字大新開・東起・丸山）の各全部および牛巻町3丁目・花表町1〜3丁目・堀田通6〜9丁目・桃園町の各一部を編入し、住居表示を実施[4]。『角川地名辞典』は、一部が惣作町に編入されたとする[5]。
- 1987年（昭和62年）11月24日 - 瑞穂区堀田通9丁目・熱田東町（字文斉）の一部を編入し、住居表示を実施[4]。

## 世帯数と人口
2019年（平成31年）3月1日現在の世帯数と人口は以下の通りである。
| 町丁   | 世帯数    | 人口    |
| ------ | --------- | ------- |
| 新開町 | 1,398世帯 | 2,605人 |

### 人口の変遷
国勢調査による人口の推移
| 1950年（昭和25年） | 603人   | [ 6 ]     |  |
| 1955年（昭和30年） | 792人   | [ 6 ]     |  |
| 1960年（昭和35年） | 1,029人 | [ 7 ]     |  |
| 1965年（昭和40年） | 900人   | [ 7 ]     |  |
| 1970年（昭和45年） | 693人   | [ 8 ]     |  |
| 1975年（昭和50年） | 1,387人 | [ 8 ]     |  |
| 1980年（昭和55年） | 3,931人 | [ 9 ]     |  |
| 1985年（昭和60年） | 4,017人 | [ 9 ]     |  |
| 1990年（平成2年）  | 3,701人 | [ 10 ]    |  |
| 1995年（平成7年）  | 3,393人 | [ 11 ]    |  |
| 2000年（平成12年） | 3,265人 | [ WEB 6 ] |  |
| 2005年（平成17年） | 3,049人 | [ WEB 7 ] |  |
| 2010年（平成22年） | 2,857人 | [ WEB 8 ] |  |

## 学区
市立小・中学校に通う場合、学校等は以下の通りとなる。また、公立高等学校に通う場合の学区は以下の通りとなる。なお、小・中学校は学校選択制度を導入しておらず、番毎で各学校に指定されている。
| 小学校                                                         | 中学校                                        | 高等学校 |
| -------------------------------------------------------------- | --------------------------------------------- | -------- |
| 名古屋市立堀田小学校 名古屋市立穂波小学校 名古屋市立高田小学校 | 名古屋市立田光中学校 名古屋市立瑞穂ヶ丘中学校 | 尾張学区 |

## 交通
- 名鉄名古屋本線堀田駅[3]

## 施設
- 名古屋市立堀田小学校[3]
- 新開公園[3] - 1956年（昭和31年）10月15日供用開始[WEB 11]。
- 名古屋市営南新開荘[3]
- 名古屋市営北新開荘[3]
- 新開住宅[3]
- 三洋堂書店本社
- 名古屋調理師専門学校
- カインズ名古屋堀田店 - 興和紡績が運営したゴルフ練習場跡に[WEB 12]「カインズホーム名古屋堀田店」として2007年12月13日に開店[WEB 13]。全面改装して2017年9月13日に「カインズ名古屋堀田店」と改称した[WEB 14]。

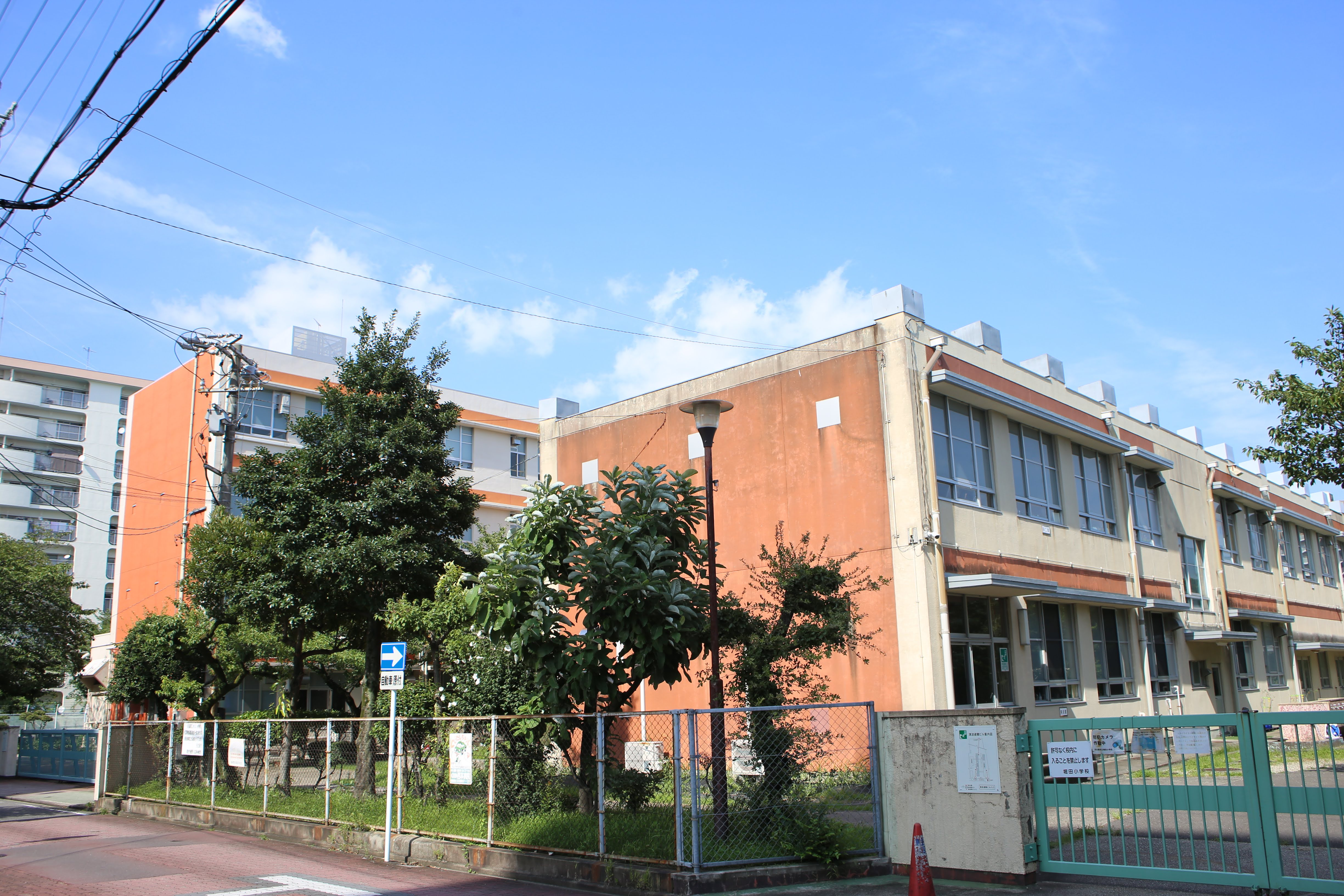
名古屋市立堀田小学校
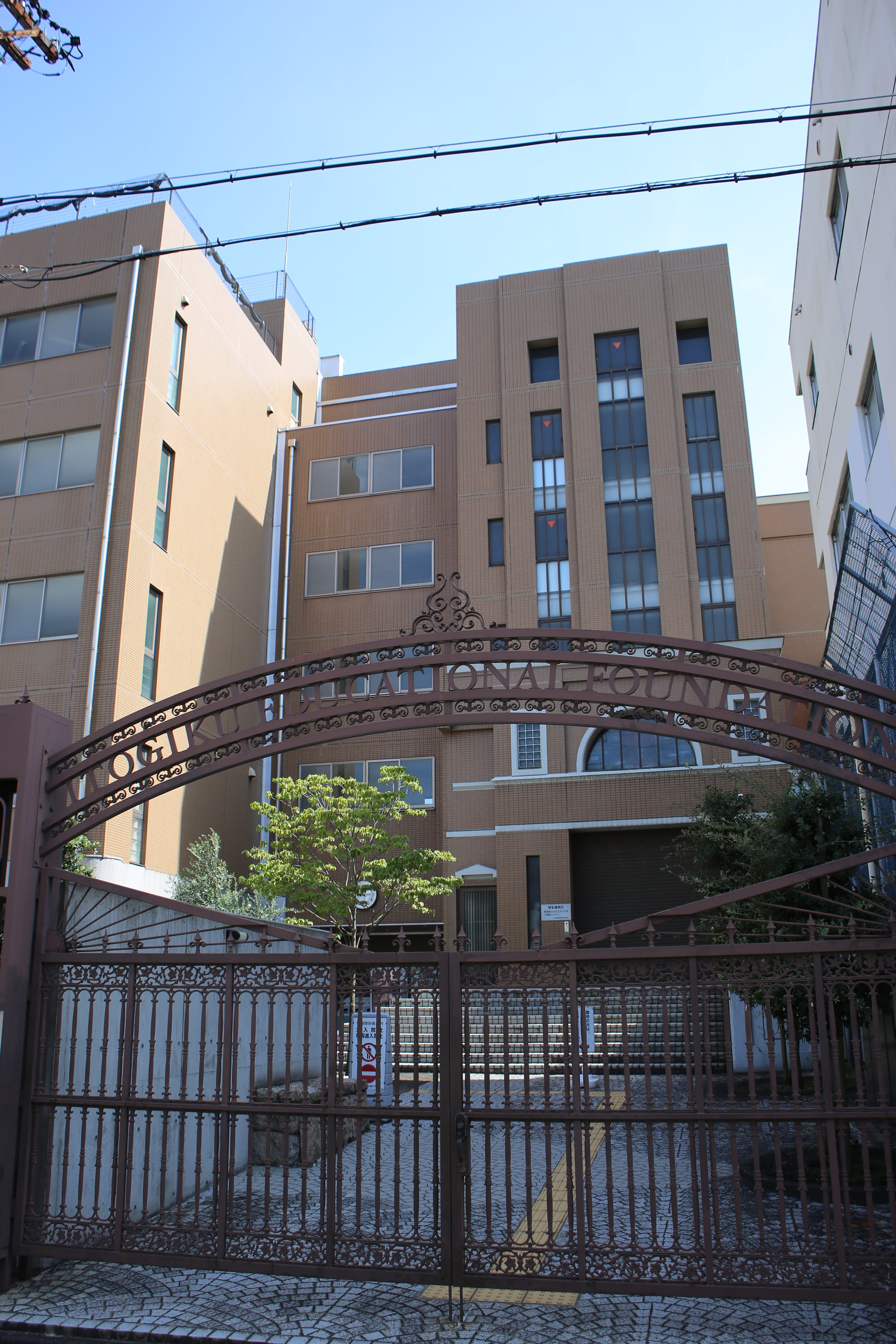
名古屋調理師専門学校
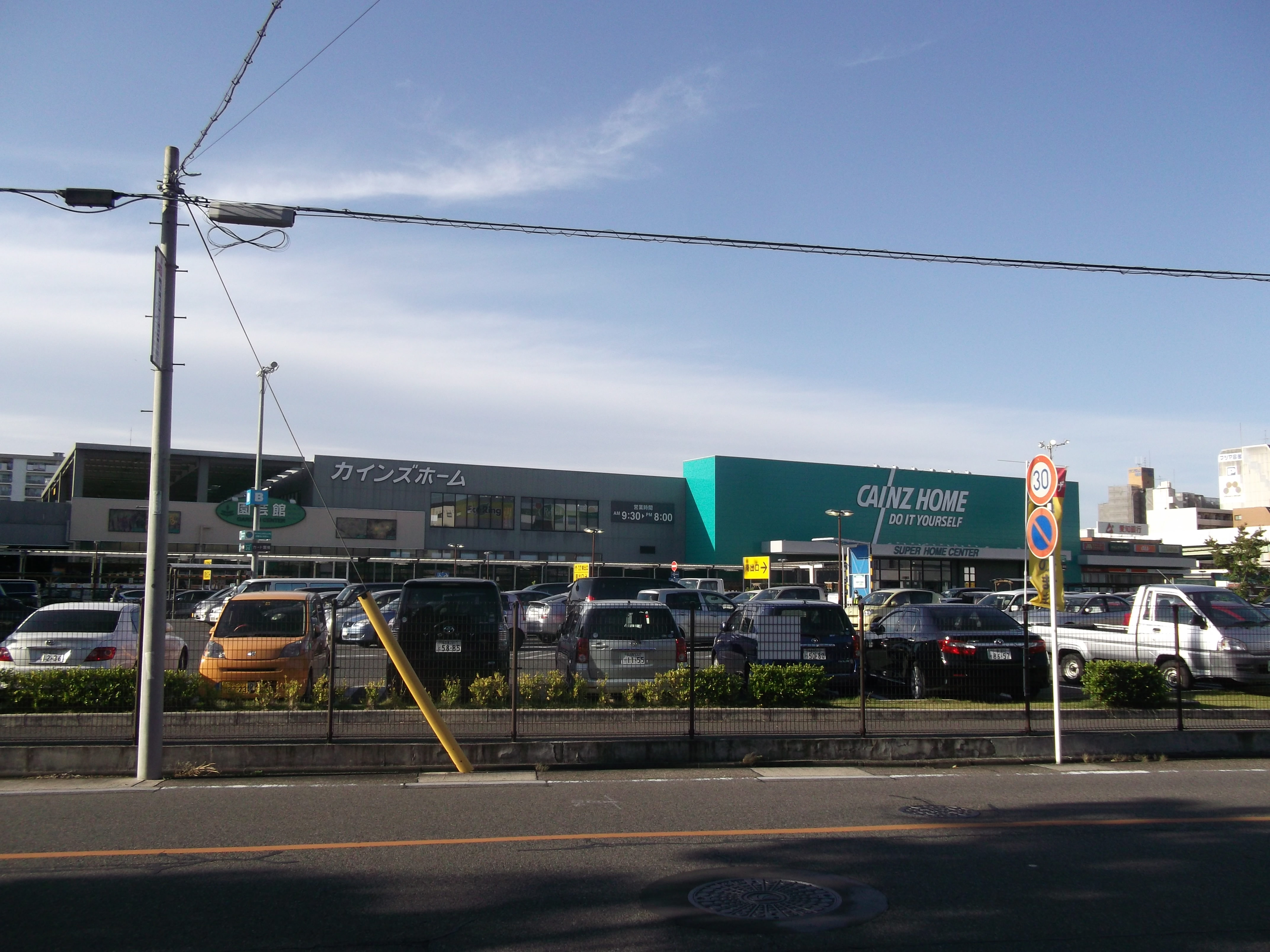
カインズホーム名古屋堀田店

## その他

### 日本郵便
- 郵便番号 : 467-0856[WEB 3]（集配局：瑞穂郵便局[WEB 15]）。

### WEB
1. ↑  “愛知県名古屋市瑞穂区の町丁・字一覧”.   人口統計ラボ. 2019年3月21日閲覧。
2. 1 2  “町・丁目(大字)別、年齢(10歳階級)別公簿人口(全市・区別)”.   名古屋市 (2019年3月20日). 2019年3月21日閲覧。
3. 1 2  “郵便番号”.  日本郵便. 2019年3月17日閲覧。
4. ↑  “市外局番の一覧”.   総務省. 2019年1月6日閲覧。
5. ↑  名古屋市役所市民経済局地域振興部住民課町名表示係 (2015年2月10日). “瑞穂区の町名一覧”.   名古屋市. 2015年10月8日閲覧。
6. ↑  名古屋市役所総務局企画部統計課統計係 (2005年7月1日). “（刊行物）名古屋の町(大字)・丁目別人口 (平成12年国勢調査) (8)瑞穂区(第1表から第3表)” (xls). 2015年10月15日閲覧。
7. ↑  名古屋市役所総務局企画部統計課統計係 (2007年6月27日). “（刊行物）名古屋の町(大字)・丁目別人口 (平成17年国勢調査) (8)瑞穂区(第1表から第3表）” (xls). 2015年10月15日閲覧。
8. ↑  名古屋市役所総務局企画部統計課統計係 (2012年4月22日). “（刊行物）名古屋の町(大字)・丁目別人口 (平成22年国勢調査) (8)瑞穂区(第1表から第3表）” (xls). 2015年10月15日閲覧。
9. ↑  “市立小・中学校の通学区域一覧”.   名古屋市 (2018年11月10日). 2019年1月14日閲覧。
10. ↑  “平成29年度以降の愛知県公立高等学校（全日制課程）入学者選抜における通学区域並びに群及びグループ分け案について”.   愛知県教育委員会 (2015年2月16日). 2019年1月14日閲覧。
11. ↑  “都市公園の名称、位置及び区域並びに供用開始の期日” (2019年5月1日). 2019年11月3日閲覧。
12. ↑  『興和ゴルフセンター跡地の活用に関するお知らせ』（プレスリリース）興和紡績、2006年3月29日。
13. ↑  『スーパーホームセンター名古屋堀田店オープン！』（プレスリリース）カインズ、2007年12月11日。
14. ↑  『カインズ名古屋堀田店、9/13(水)リニューアルオープン！』（PDF）（プレスリリース）カインズ、2017年9月7日。2022年10月15日閲覧。
15. ↑  郵便番号簿 平成29年度版 - 日本郵便. 2019年03月21日閲覧 (PDF)

### 書籍
1. 1 2  瑞穂区制施行50周年記念事業実行委員会 1994, p. 609.
2. 1 2  「角川日本地名大辞典」編纂委員会 1989, p. 1519.
3. 1 2 3 4 5 6 7 8  名古屋市計画局 1992, p. 388.
4. 1 2  瑞穂区制施行50周年記念事業実行委員会 1994, p. 617.
5. ↑  「角川日本地名大辞典」編纂委員会 1989, p. 704.
6. 1 2  名古屋市総務局企画室統計課 1957, p. 85.
7. 1 2  名古屋市総務局企画部統計課 1967, p. 78.
8. 1 2  名古屋市総務局統計課 1977, p. 52.
9. 1 2  名古屋市総務局統計課 1986, p. 73.
10. ↑  名古屋市総務局企画部統計課 1991, p. 42.
11. ↑  名古屋市総務局企画部統計課 1996, p. 113.

### 統計資料
- 名古屋市総務局企画室統計課 編『昭和31年版 名古屋市統計年鑑』名古屋市、1957年。
- 名古屋市総務局企画部統計課 編『昭和41年版 名古屋市統計年鑑』名古屋市、1967年。
- 名古屋市総務局統計課 編『昭和51年版 名古屋市統計年鑑』名古屋市、1977年。
- 名古屋市総務局統計課 編『昭和60年国勢調査 名古屋の町・丁目別人口（昭和60年10月1日現在）』名古屋市役所、1986年。
- 名古屋市総務局企画部統計課 編『平成2年国勢調査 名古屋の町（大字）別・年齢別人口（平成2年10月1日現在）』名古屋市役所、1994年。
- 名古屋市総務局企画部統計課 編『平成7年国勢調査 名古屋の町（大字）・丁目別人口（平成7年10月1日現在）』名古屋市役所、1996年。